# Життя (роман)
«Життя́» (фр. Une vie) — перший роман французького письменника Гі де Мопассана, виданий у 1883 році. Сюжет твору розповідає історію життя баронеси Жанни де Ламар. Твір, над яким автор працював протягом шести років, публікували уривками у виданні «Gil Blas» з лютого по квітень 1883 року; цього ж року роман вийшов окремою книгою. Пізніше він витримав багато перевидань, був перекладений різними мовами і визнаний magnum opus письменника.

## Історія
Гі де Мопассан розповідав своєму другові Полю Бурже, що винайшов власний метод написання творів: на основі кількох дрібних створювати великий, а щоби знати, в якому напрямі рухатися, автор спочатку публікував окремі частини як газетні фейлетони, дослухаючись до критики читачів. За цим принципом він у 1881—1882 роках створив серію новел, шість років письменник виношував план великого твору, а в 1877 році задумав написати на їх основі роман (зокрема, використав новелу «Весняного вечора»). Написавши не менше семи перших розділів, автор розповів про новий твір Гюставу Флоберу, якого вважав своїм літературним учителем. У листі до матері від 21 січня 1878 року Гі де Мопассан так згадував відповідь свого наставника: 
|  | Флобер… прийшов у справжній ентузіазм від проєкту роману, який я йому прочитав. Він сказав мені: „Так, це неперевершено, ось справжній роман, ось справжня ідея!“ |

Втім, робота над твором просувалась повільно і в листі від 15 серпня 1878 року Флобер питав: «А як роман, від плану якого я був у захваті?» Гучний успіх новели «Пампушка», який ввів Гі де Мопассана в коло визнаних письменників, спонукав його до завершення роботи над романом, але Флобер готового твору так і не побачив: він помер навесні 1880 року. За словами літературознавця Юрія Даніліна, повільність роботи була пов'язана не тільки з «бажанням Мопассана слідувати композиційних прийомів Флобера», а й з прагненням оволодіти новою — безоціночною — манерою письма. В інші моменти, як зазначав один з друзів Мопассана, письменник, незадоволений собою і героями «Життя», доходив до відчаю. Це підтверджував і автор книги «Мопассан» Арман Лану, що розповідав, що періоди гарячого завзяття змінювалися у письменника втратою інтересу до роману.
Роман «Життя» побачив світ лише у 1883 році, коли його почали друкувати частинами в газеті «Gil Blas», з якою Мопассана зв'язувала давня й плідна співпраця. Твір публікували у номерах від 27 лютого до 6 квітня. Письменник присвятив його пані Бренн — удові руанського журналіста Шарля Бренна, яка була приятелькою Мопассана і Флобера. В посвяті автор зазначив «данина поваги відданого друга і в пам'ять про друга померлого» (тобто Флобера). Успіх роману був настільки гучний, що негайно після завершення газетної публікації його видав окремою книгою видавець Віктор Авар. До початку 1884 року було продано 25 тисяч екземплярів книги. Роман визнали як magnum opus письменника. Його неодноразово перевидавали і перекладали багатьма мовами, включно з українською.

## Сюжет
Сімнадцятирічна Жанна, донька барона Ле Пертюі де Во, залишає монастир, в якому пройшли її підліткові роки, і повертається разом з батьками в маєток Тополя, розташований в Нормандії. Тут вона мріє про майбутнє кохання і знайомиться з бідним дворянином Жюльєном де Ламар. Молодик справляє приємне враження не тільки на Жанну, але і на служницю Розалі, яка не може приховати сум'яття побачивши де Ламара. Незабаром Жюльєн і Жанна одружуються. Після весілля молода сім'я вирушає в подорож на Корсику. Під час мандрівок Жанна звикає до чоловіка, її жіноче єство пробуджується, і вона відчуває себе щасливою. Єдине, що трохи затьмарює дорожні враження, — це схильність Жюльєна до економії, що межує зі скнарістю.
Однак сімейна безтурботність триває недовго: після повернення в Тополя між подружжям назріває відчуження. Жюльєн, зайнятий господарськими справами, перестає звертати увагу на молоду дружину. Справжнім потрясінням для Жанни стає звістка про те, що з першого дня перебування в маєтку де Ламар зраджував їй з Розалі і був батьком її дитини. Дізнавшися про адюльтер Жанна довго перебуває в гарячці. Прийшовши до тями, вона намагається залишити Тополя, проте батьки переконують її не поспішати. Свою лепту в збереження сім'ї вносить і доктор, що оголошує про те, що Жанна скоро стане матір'ю.
Народження сина Поля стає для Жанни настільки важливою подією, що справи і турботи чоловіка перестають її цікавити. Опинившись одного разу мимовільним свідком любовного зв'язку Жюльєна і графині Жильберти де Фурвіль, вона не відчуває нічого, крім легкого презирства. Зате граф де Фурвіль, заставши дружину з Жюльєном у пастушому фургоні, прирікає обох на страшну смерть. Коли тіло загиблого Жюльєна доставляють в Тополя, у Жанни стається викидень.
Подальше життя Жанни пов'язане тільки з сином. Поль доставляє рідним багато клопоту: відправлений в Гаврський колеж, він насилу освоює науки; потім починає відправляти матері листи з проханням надіслати грошей на погашення численних боргів; пізніше, зв'язавшись з жінкою легкої поведінки, переїжджає в Лондон і втягується в сумнівні оборудки. Переживання за онука доводять барона до апоплексичного удару; слідом за ним йде з життя тітка Лизон. У той момент, коли Жанна залишається самотньою, до неї повертається Розалі, що бере на себе всі турботи про свою колишню господиню.
Заради економії Жанна продає Тополя і перебирається в село Батвіль, приходить лист від Поля. Син повідомляє, що його дружина народила дівчинку і зараз знаходиться при смерті. На прохання забрати дитину Жанна відгукується з готовністю. Спостерігаючи за її радісним хвилюванням, Розалі зауважує, що життя «не таке гарне, та й не так вже й страшне, як здається».

## Аналіз твору

### Проблематика твору
Художня проблематика роману випливає з його назви. Перед читачем проходить історія життя дівчини: її мрії про майбутнє, її знайомство і подальший шлюб з віконтом де Ламар, її весільна подорож і перша зрада чоловіка, народження сина Поля, ще одна зрада чоловіка і його трагічна смерть, втрата бажаної дочки, дорослішання сина, смерть батьків, розорення, розлука і подальше возз'єднання з сином і новонародженою онукою.
Знакові життєві події (перехід у доросле життя, любов, шлюб, зрада, народження, смерть, руйнування) описуються в романі через призму почуттів головної героїні. Фактично все життя Жанни проходить не стільки в зовнішньому просторі, скільки у внутрішніх переживаннях. Цнотлива і мрійлива дівчина, що приходить у захват від краси навколишнього світу, глибоко переживає все, що руйнує її ідеальні уявлення про нього. Жанна важко звикає до фізичної сторони кохання і дізнається про її принадність тільки на лоні дикої корсиканської природи. Перша зрада чоловіка з покоївкою Розалі мало не вбиває Жанну і морально, і фізично. До життя героїню повертає тільки народження сина, в якому вона знаходить сенс свого існування.
Остаточне розчарування в світі стається в ніч смерті матері, коли вона знаходить її любовне листування. Жанна, що вбачала в батьках останній острівець ідеального світу, осягає справжню суть життя. Протягом короткого часу вона намагається знайти розраду у вірі, але фанатичний абат Тольбіак, жорстокий по відношенню і до невинних тварин, і до не надто грішних людей, геть відбиває у молодої жінки бажання спілкуватися з Богом. Жанна цілком зосереджується на синові. Материнська любов допомагає їй подолати все: і смерть чоловіка, і смерть батька.
Душевна тонкість і непристосованість до реального життя з віком перетворюють Жанну в стару. Її молочна сестра Розалі, тим часом, виявляється фізично міцною жінкою. На відміну від Жанни їй ніколи було переживати через недосконалість світу: Розалі доводилося багато і важко працювати, ростити сина, намагатися знайти спільну мову з незнайомим чоловіком, який одружився з нею.
Художній час роману точно передає людське сприйняття життя. У молодості Жанна насолоджується кожною прожитою миттю життя, але як тільки вступає в шлюб, час тут же починає прискорюватися. При цьому занурення в реальне життя одночасно і розтягує сприйняття героїнею тимчасових рамок, роблячи їх в'язкими, нудними і одноманітними. В юності Жанна живе своїми відчуттями, в молодості — подіями, в зрілому віці — сином.
Життя в романі Мопассана має і свій символічний образ — води. Жанна вирушає в «Тополі» в сильну зливу; в найщасливіші моменти життя дівчина без страху плаває в океані (до шлюбу) і подорожує по морю (під час медового місяця), тілесна чуттєвість молодої жінки прокидається близько дикого гірського струмка.

### Композиція і герої
Структура роману не передбачає швидкої змінюваності дій; в цілому твір небагатий на події. Основна композиційна риса «Життя» пов'язана з «пануванням описовості». Автор рівно і неквапливо знайомить читачів з навколишнім оточенням; цей неспішний ритм, особливо на перших сторінках, де майже відсутні діалоги, «як би покликаний передати монотонність життя французької провінції». При цьому на світ, в якому живуть герої, Мопассан нерідко дивиться очима Жанни; її погляд протягом десятиліть буде змінюватися.
Жанна, яка вийшла з монастиря романтичною, з позитивним життєвим настроєм дівчиною, чекає від життя тільки свята. Вона мріє про кохання, про доброго, турботливого чоловіка. Розставання з ілюзіями відбувається незабаром після одруження: існування поряд з дріб'язковим, скупим і неуважним Жюльєном швидко позбавляє героїню від захоплених уявлень про шлюб як про «свято життя». Подальша низка бід і розчарувань (читання після смерті матері її інтимних листів, хвороблива прихильність до байдужого сина, борги) змінює Жанну до невпізнання: вона стає незграбною, неспокійною, сварливою.
На думку деяких дослідників, «тема згасання дворянських гнізд» близька до подібних мотивів у творчості Івана Тургенєва. Барон Ле Пертюї де Во і його дружина — люди наївні, до нових життєвих реалій непристосовані і «майже архаїчні». Вони не вміють вести господарство, не знають, на відміну від зятя, ціну грошам; прийнявши в будинок Жюльєна і бачачи, що де Ламар «заривається», батьки Жанни нічим не можуть допомогти доньці. По духу їм близький друг сім'ї абат Піко — людина м'яка, що відноситься до людських слабостей з теплою поблажливістю.
На їх фоні Жюльєн виглядає «хижаком», вчинки якого є свідченням його людської непорядності. Так, чоловік Жанни з гидливістю сприймає появу в будинку своєї дитини, народженої служницею Розалі. Намагаючись приховати свій зв'язок з нею, Жюльєн готовий позбутися немовляти будь-якими засобами. Де Ламар здатний вдарити слугу, обманом забрати особисті гроші дружини під час весільної подорожі, почати зраджувати їй практично після одруження. Його «брехня в поєднанні з нахабством» настільки ображають гуманного і доброго барона, що той, дізнавшись про ставлення зятя до позашлюбної дитини, ухиляється від рукостискання.
Єдиним персонажем, здатним на «діяльну доброту», є служниця Розалі. Вона не скаржиться на долю: померлий чоловік був «людиною хорошою, працьовитою»; син виріс «славним хлопцем, старанним до роботи». Колишня служниця з'являється в будинку Жанни без запрошення, знаючи, що та потребує підтримки. У Розалі Мопассан бачить «життєву мудрість народу»; не випадково саме цій героїні автор довіряє проголошення ключової фрази про життя в фіналі роману.

### Роль пейзажу
Природа в «Життя» — це відображення душевних переживань героїв, перш за все Жанни. Так, на дівчину, яка щойно повернулася з монастиря в рідний маєток, звуки і фарби «розкішної літньої ночі» діють приголомшливо: «Якась спорідненість була між нею і цією живою поезією… їй ввижалися неземні здригання, трепет невловимих надій, щось близьке до подуву щастя». Настільки ж сильні емоції викликають у героїні скелі Етрета, які Жанна бачить під час поїздки із Жюльєном на човні — їх опис, за словами Армана Лану, схожий на полотна Моне: «Раптом з'явилися великі скелі Етрета, схожі на дві ноги величезної гори, котрі крокують по морю, настільки високі, що могли служити аркою для кораблів».
З роками, продовжуючи спостерігати за природою в Тополях, втомлена від розчарувань Жанна починає усвідомлювати, що пейзажі виявляють контраст між красою навколишнього світу і її власними негараздами. Природа у Мопассана служать відгуком на той чи інший настрій героїні, її образи, прикрощі та душевну втому. Письменник Анрі Труайя відзначав, що «ніколи раніше пейзажі Мопассана не пасували так» до місця «, не були такі співзвучні руху оповідання, так необхідні для психології персонажів».

### Біографічність
В романі «Життя» Гі де Мопассан щедро використав спогади з власного дитинства. Він народився у нормандському маєтку на березі моря, дуже схожому на Тополі, в яких розгортаються дії твору. Детальний опис нормандських пейзажів письменник також черпав з архіву власної пам'яті, зокрема, у дитинстві маленький Гі часто бував поблизу Етрета, нерідко плавав морем у човні зі звичайними рибалками (епізод з передвесільною морською прогулянкою), спостерігав за життям селян. Окрім описової частини автобіографічні деталі можна віднайти в ідеї роману. Втрата ілюзій певною мірою стосується дитячих вражень письменника після розлучення його батьків, які прожили у шлюбі недовго.

## Критика
На момент видання «Життя» Гі де Мопассан мав великий досвід з написання фейлетонів, а також отримав загальне визнання як літератор завдяки новелі «Пампушка». Ще до виходу роману в світ, його оцінив близький друг автора — російський письменник Іван Тургенєв. У листопаді 1882 року він писав з Парижа видавцю петербурзького журналу «Вісник Європи» М. М. Стасюлевичу: 
|  | Відомий Вам молодий романіст, Гюї де Мопассан, безумовно, найталановитіший з усіх сучасних французьких письменників, написав роман, який з 15 лютого буде надрукований в «Жильблазі»… Зміст цього роману мені відомий… Він мені на днях прочитав декілька великих уривків — і я прийшов у захват: від часу появи «Пані Боварі» нічого схожого не з'являлось… Я знаю, що за мною встановлюється репутація надто поблажливого судді й критика — проте, або я нічого не тямлю — або роман Мопассана надзвичайне явище, капітальнійша річ |

 Пізніше, беручи на себе редагування російського перекладу «Життя», Тургенєв наголосив ще раз, що «роман чудовий — і краси ледь-ледь не шиллерівської».

Показово, що «Життя» вразило ще одного російського класика — Льва Толстого — який спочатку склав погану думку про Мопассана за першими його творами. Після публікації цього роману Толстой радикально поміняв свою оцінку. В чернетці передмови до російського перекладу творів Мопассана за 1883 рік, Лев Толстой згадував: «Ця книга з перших глав захопила мене; спочатку однією своєю художньою майстерністю», а потім «і серйозністю змісту: любов'ю і співчуттям автора героїні і здивуванням перед її стражданнями… І з-за всього того виступало з такою милою патетичністю загублене життя милої жінки…». В іншому місці тієї ж передмови Лев Толстой писав, що «Життя»: 
|  | не тільки найкращий роман Мопассана, але чи не найкращий французький роман з часів «Misérables» Гюго |

Перший великий твір письменника оглядачі у французькій пресі сприйняли схвально. Максим Гоше в журналі «Revue Bleue» від 21 квітня 1883 року зазначив, що головні персонажі твору «намальовані рукою майстра» і що «серія картин, яку розгортає перед нашими очима пан де Мопассан, є витвором чудового стиліста і колориста». Філіпп Жиль з газети «Le Figaro» 25 серпня 1883 року відзначив, що Мопассан як учень Еміля Золя вийшов за рамки школи натуралістів. Відомий французький літературознавець Брюнетьєр, який зараховував Гі де Мопассана до школи натуралістів, у журналі «Revue des Deux Mondes» від 1 серпня 1884 року зауважив, що в авторі роману має «багато якостей, рідкісних для цієї школи… сліди чуттєвості, симпатії, хвилювання».

Письменник Поль Алексіс, разом з яким Мопассан брав участь у створенні збірки «Меданські вечори» (саме в ній вперше надрукували «Пампушку») писав у газеті «Le Reveil» 15 серпня 1888 року: 
|  | Ця книга — саме життя. Це ті події, які здійснюються щоденно і повсюдно. Особливо будуть зворушені жінки, які всі вважатимуть себе біль-менш Жаннами і знайдуть тут власні почуття і хвилювання… Я відчув велике задоволення, проковтнувши три сотні сторінок цієї прози, яка здалась мені свіжою, сильною і гнучкою. Надмір здоров'я, гарячий стиль, м'язиста і впевнена фраза, міцні м'язи атлета — я впізнаю тут усього Гі де Мопассана |